# My Sacrifice
My Sacrifice är den första singeln släppt av det amerikanska post-grungebandet Creed från deras tredje album Weathered år 2001. Låten nådde #4 på The Billboard Hot 100 9 februari 2002, efter att ha nått Topp 10:an 29 december 2001, och låg 9 veckor på listan Mainstream Rock Tracks, med början i december 2001. Den var med i en serie videor gjorda av World Wrestling Federation för marknadsföring.

## Musikvideo
Delar av videon filmades precis bredvid Interstate 4s exit 48 för Country Road 557 i Polk County, Florida. Resten av videon filmades på Universal Studios Orlando Resort. Gatan utanför King Kong-åkturen fylldes med vatten inför videon. Videon var en av de videor som var del av MTV:s Making the Video.

## Låtförteckning
1. "My Sacrifice (Radio Edit)"
2. "My Sacrifice (Album Version)"
3. "Riders on the Storm (Album Version)" tillsammans med Robbie Krieger
4. "My Sacrifice (Video)"